# Amilcare (figlio di Gisgone)
Amilcare (in greco antico: ᾿Αμίλκας? in latino Hamilcar; Cartagine, IV secolo a.C. – Siracusa, 310 a.C. o 309 a.C.), figlio di Gisgone e nipote di Annone I il Grande, Amilcare III è stato suffeta di Cartagine durante la tirannide di Agatocle in Sicilia.

## Biografia
Venne eletto magistrato supremo di Cartagine dopo la misteriosa scomparsa di Amilcare II (per il quale si sospetta un omicidio di Stato). Egli ruppe l'alleanza che il suo predecessore aveva stretto con Agatocle e si portò con ingenti forze africane nell'isola mediterranea, ad affrontare il pericoloso condottiero siceliota. Sbarcato presso Agrigento (città alleata dei Cartaginesi), Amilcare gisgonio si accampò sul colle detto dell'Ecnomo, sul quale venne infine allo scontro con le forze belliche dei Siracusani.

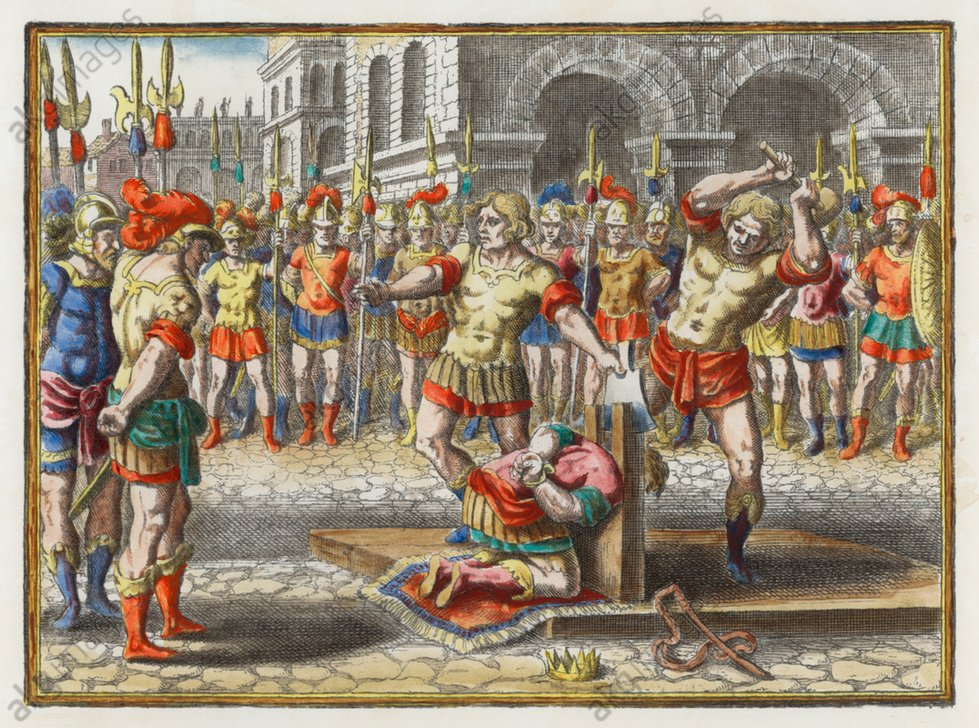
La decapitazione di Amilcare III durante l'assedio di Siracusa (miniatura del 1630, Gottfried, Merian d. Ä.)

Dopo due battaglie dall'esito incerto, Amilcare riuscì a sconfiggere Agatocle e andò ad assediare la pentapolis di Siracusa, dopo averne conquistato la chora. Il suo soffocante assedio spinse Agatocle alla decisione ardimentosa, e prima di allora mai provata da nessun esercito, di trasferire il conflitto in terra d'Africa; distraendo così le truppe di Amilcare dal loro obiettivo principale; l'assedio siciliano.
Dopo varie vicessitudini, Amilcare riuscì a penetrare all'interno delle mura siracusane, ma la sua compagine bellica venne catturata e fatta prigioniera dagli abitanti della polis, guidata in quel momento dal fratello di Agatocle; Antandro. Egli infine venne decapitato a Siracusa in pubblica piazza.
Il suo teschio venne spedito in Africa dove venne mostrato da Agatocle ai re libici per indurli a non prestare più fede a Cartagine e ad unirsi a lui in una lotta di liberazione contro l'oppressore fenicio.